# John Taylor Bowles
John Taylor Bowles (1957–) amerikai nemzetiszocialista politikus.

## Élete
1957-ben született, három lány édesapja. 17 évesen már aktívan érdekelte nemzetiszocializmus eszméje. Bowles az amerikai NSOA jelöltje a 2008-as választásokon. A kampánya az illegális bevándorlás-ellenességen, a katonák Irakból való kivonásán, az amerikai állampolgárok ingyenes egészségügyi ellátásán (állami egészségügyi járulékos rendszer) és ingyenes oktatáson alapszik. Korábban az Nemzeti Szocialista Mozgalom jelöltje volt, de később elváltak útjaik. 2007-ben a Dél-Karolina állambeli Laurensben élt.

## Fordítás
- Ez a szócikk részben vagy egészben  a   John Taylor Bowles című angol Wikipédia-szócikk fordításán alapul.  Az eredeti cikk szerkesztőit annak laptörténete sorolja fel. Ez a jelzés csupán a megfogalmazás eredetét és a szerzői jogokat jelzi, nem szolgál a cikkben szereplő információk forrásmegjelöléseként.  (az angol szócikket 2010-ben törölték).

## Külső hivatkozások
- Fénykép John Taylor Bowlesről[halott link]
- J. T. Bowles Hivatalos weboldala